# Рудники (Заверцянський повіт)
Рудники (пол. Rudniki) — село в Польщі, у гміні Влодовиці Заверцянського повіту Сілезького воєводства.
Населення — 1341 особа (2011).
У 1975-1998 роках село належало до Ченстоховського воєводства.

## Демографія
Демографічна структура станом на 31 березня 2011 року:
|          | Загалом | Допрацездатний вік | Працездатний вік | Постпрацездатний вік |
| -------- | ------- | ------------------ | ---------------- | -------------------- |
| Чоловіки | 652     | 110                | 463              | 79                   |
| Жінки    | 689     | 102                | 406              | 181                  |
| Разом    | 1341    | 212                | 869              | 260                  |